# Cipius Au(…)
Die als fragmentierte Siegelstempel überlieferten Cipius Au[…], Cipius Auc[…], Cipius Aug[…] und Cipius A[.]c[…] waren ein oder mehrere antike römischer Toreuten (Metallbildner) aus Kampanien, sehr wahrscheinlich aus Capua.

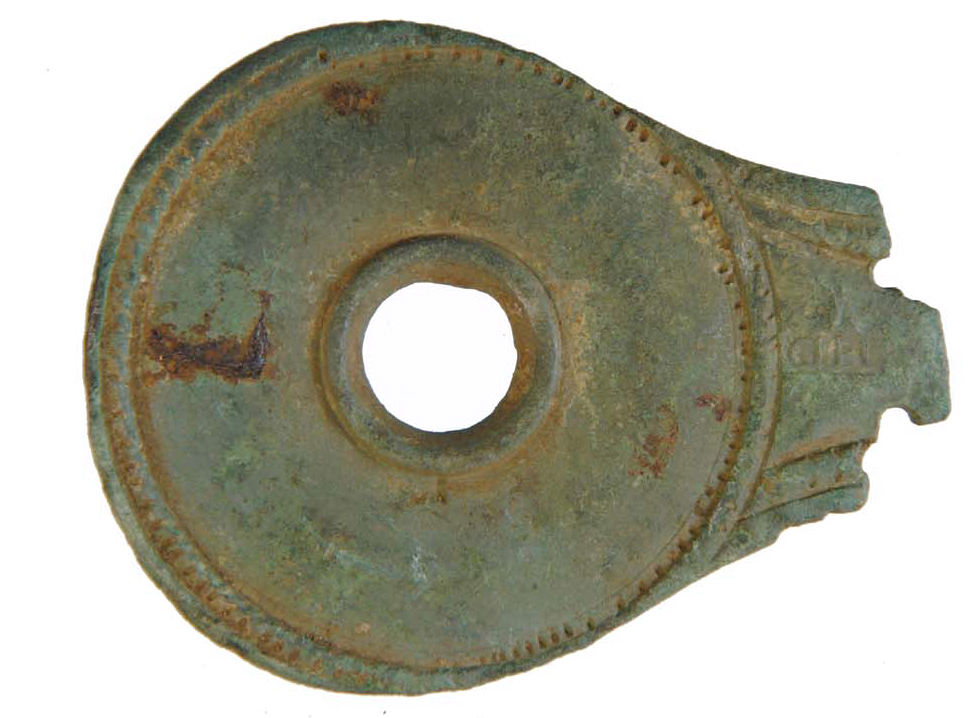
Endstück eines Griffs einer Kasserolle mit der Signatur CIPI, unter Umständen ein Stück aus der Werkstatt des Cipius Au[…], North Lincolnshire Museum (160614)

Der Handwerker hinter dem nicht vollständig überlieferten Namen Cipius Au[…] ist heute nur noch aufgrund von vier unvollständig erhaltenen Signaturstempeln bekannt. Weitere Informationen aus literarischen oder epigraphischen Quellen liegen nicht vor. Dennoch kann man davon ausgehen, dass er zur Gens der Cipier gehörte, die vor allem in Capua, aber zum Teil auch in Rom und Ostia lebte und mindestens in Capua und dessen Umland eine Reihe bedeutender toreutischer Unternehmen betrieb. Bekanntester und bedeutendster Vertreter der Familie war Publius Cipius Polybius.
Es wird vermutet, dass sich die Signaturen nach Auctus oder Augustalis ergänzen lassen, wobei bei einer Identität der Schöpfer der vier Stücke die orthographischen Probleme durchaus den gängigen orthographischen Standardfehlern entsprechen würden. Rechtschreibfehler, erst recht bei einer noch nicht vollkommen standardisierten Rechtschreibung, lassen sich recht häufig bei derartigen Stempeln erkennen, die zudem offenbar auch nicht zwingend auf orthographische Genauigkeit oder Standardisierung abzielten. Bis ein vollständiger Stempel gefunden wird, muss anders als bei weiteren Stücken mit fragmentierten Stempeln der Familienvertreter, die dann ergänzt wurden, bei Cipius Au[…] auf diese Ergänzung verzichtet werden. Nicht zu diesem Stempel dürfte das Fragment mit der Inschrift Cipius Am(…) gehören, andererseits könnten Stücke mit nur der Signatur Cipius unter Umständen zum Œuvre des Cipius Au[…] gehören.
Drei der vier Bronzen wurden in Pompeji und damit in der relativen Nähe zum wahrscheinlichen Produktionsort Capua gefunden. Ein weiteres Stück fand man im heutigen England. Es ist heute nicht mehr sicher zu sagen, ob diese außerhalb des eigentlichen Kernlandes gefundenen Stücke durch Handel oder im Zuge von Truppenbewegungen römischer Legionsverbände ihren späteren Fundplatz erreichten, wobei vor allem der Fund in England klar in einem militärischen Kontext zutage kam. Auf alle Fälle spricht die Fundstreuung, die auch bei den Produkten der meisten anderen Toreuten der Familie zu erkennen ist, für eine große Mobilität im römischen Reich. Bei den Stücken handelt es sich um:
1. Bronzekasserolle mit dem Stempel Cipius A[.]c[…]; gefunden in Pompeji, heute im Deposito Archeologico Pompei, Inventarnummer 11695.[1]
2. Bronzekasserolle mit dem Stempel Cipius Au[…]; gefunden in Pompeji, heute im Deposito Archeologico Pompei, Inventarnummer 11695.[2]
3. Bronzekasserolle mit dem Stempel Cipius Auc[…]; gefunden in Pompeji, heute im Deposito Archeologico Pompei, Inventarnummer 3993.[3]
4. Bronzekasserolle mit dem Stempel Cipius Aug[…]; gefunden in Silchester (Calleva Atrebatum) in Hampshire in England, heute im Reading Museum, Inventarnummer 03/751–752.[4]

## Einzelbelege
1. ↑  Richard Petrovszky: Studien zu römischen Bronzegefäßen mit Meisterstempeln. Leidorf, Buch am Erlbach 1993, S. 221, Nr. C.16.03.
2. ↑  Richard Petrovszky: Studien zu römischen Bronzegefäßen mit Meisterstempeln. Leidorf, Buch am Erlbach 1993, S. 221, Nr. C.16.02.
3. ↑  Richard Petrovszky: Studien zu römischen Bronzegefäßen mit Meisterstempeln. Leidorf, Buch am Erlbach 1993, S. 221, Nr. C.16.01.
4. ↑  Richard Petrovszky: Studien zu römischen Bronzegefäßen mit Meisterstempeln. Leidorf, Buch am Erlbach 1993, S. 221, Nr. C.16.04.

| Personendaten    | Personendaten                                 |
| ---------------- | --------------------------------------------- |
| NAME             | Cipius Au[…]                                  |
| ALTERNATIVNAMEN  | Cipius A[.]c[…]; Cipius Auc[…]; Cipius Aug[…] |
| KURZBESCHREIBUNG | antiker römischer Toreut                      |
| GEBURTSDATUM     | 1. Jahrhundert v. Chr. oder 1. Jahrhundert    |
| STERBEDATUM      | 1. Jahrhundert oder 2. Jahrhundert            |